# Cis bipartitus
Cis bipartitus es una especie de coleóptero de la familia Ciidae.

## Distribución geográfica
Habita en Cuba.